# Protestantismo no Laos
O protestantismo no Laos é seguido por aproximadamente metade da população cristã do país, sendo que a população cristã é de cerca de 150 mil pessoas no país. A maioria dos protestantes no Laos fazem parte da Igreja Evangélica do Laos. Com cerca de trezentas congregações, o protestantismo cresceu rapidamente na última década.

## História
Os primeiros protestantes chegaram no Laos no início do século XX. No entanto, nenhum ficou firmemente estabelecido até depois da independência e, então, as denominações britânicas e estadunidenses chegaram.

## Denominações
A Igreja Evangélica do Laos é uma das igrejas do Movimento de Santidade do Laos e tem ramificações na maioria das províncias.  Outra denominação existente é a Igreja Adventista do Sétimo Dia, que foi fundada no ano de 1973. Existem muitos grupos neo-protestantes no Laos com ações missionárias mais fortes em relação aos grupos minoritários, muitos dos quais se recusam a tomar parte da sociedade cotidiana. Os membros da Igreja Adventista do Sétimo Dia no Laos são em grande parte chineses e Meos. Segundo dados emitidos em no final de junho de 2019, havia quatro igrejas e cerca de 1 419 membros.
A Mission Évangélique au Laos (MEL) é uma das maiores denominações cristãs do Laos. O MEL é uma igreja dos Irmãos Cristãos.

## Acusações
De acordo com o governo dos Estados Unidos, houve casos em que o governo do Laos tentou fazer os cristãos renunciarem à sua fé e várias vezes fechou igrejas cristãs. Eles também dizem que há dois prisioneiros religiosos no Laos, ambos membros da Igreja Evangélica do Laos e que, em 2005, uma igreja na província de Savannakhet foi fechada pelo governo. As autoridades do Laos consideram isso uma calúnia. Eles negam que tenham fechado quaisquer igrejas, e disseram que os cristãos presos não estão presos por causa de sua religião, mas sim por outros motivos.